# Dickinsonia
Dickinsonia é um enigmático organismo ediacarano que viveu há cerca de 560 a 550 milhões de anos. Tinha segmentos no corpo, era achatado e ovalado e encontraram-se fósseis que chegam a ter um metro de comprimento. A sua identidade é matéria de controvérsia; alguns pensam que era um verme plano e segmentado, outros que era um coral mole, e alguns acreditam que era uma medusa, muitos ainda argumentaram tratar-se de líquens, apesar de um estudo realizado em 2017 aponte a que tanto Dickinsonia como outros organismos ediacáridos similares figurem entre os primeiros animais existentes.

## Etimologia
Dickinsonia foi descrita pela primeira vez por Reg Sprigg, quem pela primeira vez descobriu a biota de Ediacara na Austrália, e quem atribuiu ao género o nome de Ben Dickinson, nome do Director de Minas da Austrália do Sul e chefe do departamento no qual trabalhava Sprigg.